# Parafia Rozesłania Apostołów w Gruszowie
Parafia Rozesłania Świętych Apostołów w Gruszowie – parafia rzymskokatolicka, terytorialnie i administracyjnie należąca do archidiecezji krakowskiej, do dekanatu Dobczyce. W parafii posługują księża diecezjalni. Według stanu na kwiecień 2019 proboszczem parafii był ks. mgr Zbigniew Ochała.